# Cap Arcona
Cap Arcona byla luxusní německá zaoceánská loď, která byla spuštěna na vodu v květnu roku 1927. Na konci druhé světové války byla potopena po útoku britského letectva dne 3. května 1945 v Lübecké zátoce. Při jejím potopení, které je čtvrtou největší námořní katastrofou v dějinách lidstva, přišlo o život zhruba 4 500 lidí, zejména vězňů z koncentračních táborů.

## Historie
Cap Arcona byla druhou lodí ze série "Cap-". Jednalo se o řadu lodí určených pro kombinovanou přepravu osob a nákladu. Výroba lodi byl zadaná rejdařstvím Hamburg-Südamerikanische Dampschiffahrtsgeselschaft loděnici Blohm & Voss roku 1926. Loď byla spuštěna na vodu 14. května 1927 a do služby uvedena v listopadu stejného roku.
Loď byla projektována pro přepravu maximálně 1434 pasažérů plus náklad na 15 dní trvajících plavbách na trase mezi Hamburkem a Jižní Amerikou. Měla poměrně nízký ponor, vzhledem k nutnosti plaveb v mělkých plavebních hloubkách řeky La Plata. Vnitřní uspořádání bylo přizpůsobeno tropickým podmínkám, pro které byla loď určena. Typické byly vzdušné jídelny s vysokým stropem umístěné nikoli pod hlavní palubou, ale na ní. V Německu i v zámoří byla považovaná za nejkrásnější loď své doby.
Během let 1928 a 1929 se na své trase podílela na přepravě 60 000 vystěhovalců, které v tomto období rejdařství přepravilo. V době světové hospodářské krize a po nástupu nacistů k moci poklesla její rentabilita a proto byla roku 1939 po téměř 100 úspěšných plavbách přeložena do přístavu Gdyně a byla přeměněna na kasárna německého válečného loďstva.
Roku 1940 byla zařazena k jako přepravní loď na Baltském moři. V této době posloužila i jako kulisa v propagandistickém snímku Titanic z roku 1943. Film nakonec na rozkaz Goebbelse nebyl nasazen do kin. V roce 1944 přepravovala Cap Arcona uprchlíky z východního Pruska na západ.

## Potopení lodi

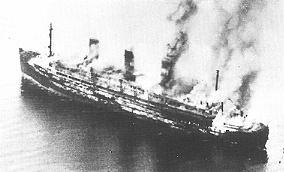
Hořící Cap Arcona krátce po útoku.

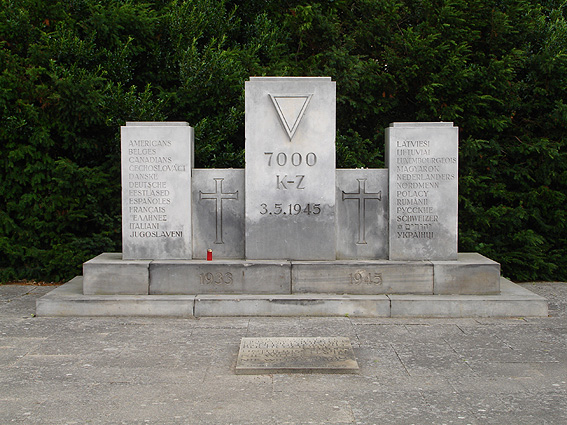
Pomník Cap Arcona, Neustadt/Holstein

V dubnu roku 1945 kotvila loď spolu s nákladní lodí Thielbek v Lübecké zátoce. 26. dubna bylo na tato plavidla naloděno přes 6 500 vězňů z blízkého koncentračního tábora Neuengamme, jenž byl před příchodem spojenců narychlo vyklizen, a přes 400 vězňů, kteří přežili pochod smrti z koncentračního tábora Fürstengrube. Jedna z často citovaných tezí, že plánem nacistů bylo vyvézt tyto dvě lodě na otevřené moře a tam je s vězni potopit, se z dnešního historického pohledu jeví málo pravděpodobná. Obě lodě kotvily v zátoce s poruchou strojů a nebyly schopné manévrování. Také malé množství paliva v nádržích postačovalo jen k pohonu palubních agregátů a neumožnilo by plavbu na větší vzdálenost. Mnohem spíš byli vězni na lodích pouze nouzově ubytováni, protože v danou dobu v této lokalitě jiná k tomu účelu vhodná možnost nebyla. Dne 3. května však provedlo na obě lodi nálet britské letectvo a obě lodi byly potopeny. Uvádí se mj. také, že k výbuchu na Cap Arconě došlo uvnitř a že výbuch provedli Němci, ovšem jedná se pouze o nedoložená tvrzení. Proč k tomuto útoku došlo, se přesně neví, z hlediska vedení války neměl v dané situaci téměř žádný praktický význam. Zřejmě se jednalo o nedorozumění v rámci organizačních zmatků v závěrečné fázi války.
Na palubě Cap Arcony se v době potopení nacházelo zhruba 4 500 vězňů původem z Belgie, Československa, Dánska, Itálie, Jugoslávie, Finska, Francie, Kanady, Lucemburska, Maďarska, Německa, Norska, Polska, Rumunska (Justra), Řecka, Sovětského svazu, Španělska, Švýcarska a USA, 400 vojáků a 10 členů posádky. Přežilo pouze asi 400 lidí, mezi nimi Emil František Burian. Potopení Cap Arcony je čtvrtou největší námořní katastrofou v dějinách lidstva.